# Merbecovirus
Merbecovirus je potporodica virusa iz roda Betacoronavirus. Virusi iz ovog podgena su prethodno bili poznati kao koronavirusi grupe 2c.

## Struktura
Virusi ovog podgene, kao i drugi koronavirusi, imaju omotnicu lipidnog dvosloja u kojoj su usidreni strukturni proteini membrane (M), ovojnice (E) i šiljka (S).

## Vrste
1. MERS-CoV (Bliskoistočni Respiratorni Sindrom Koronavirus)
2. Ježev coronavirus 1
3. Pipistrellus šišmiš coronavirus HKU5
4. Tylonycteris šišmiš coronavirus HKU4